# Palazzo Pucci (Amendolara)

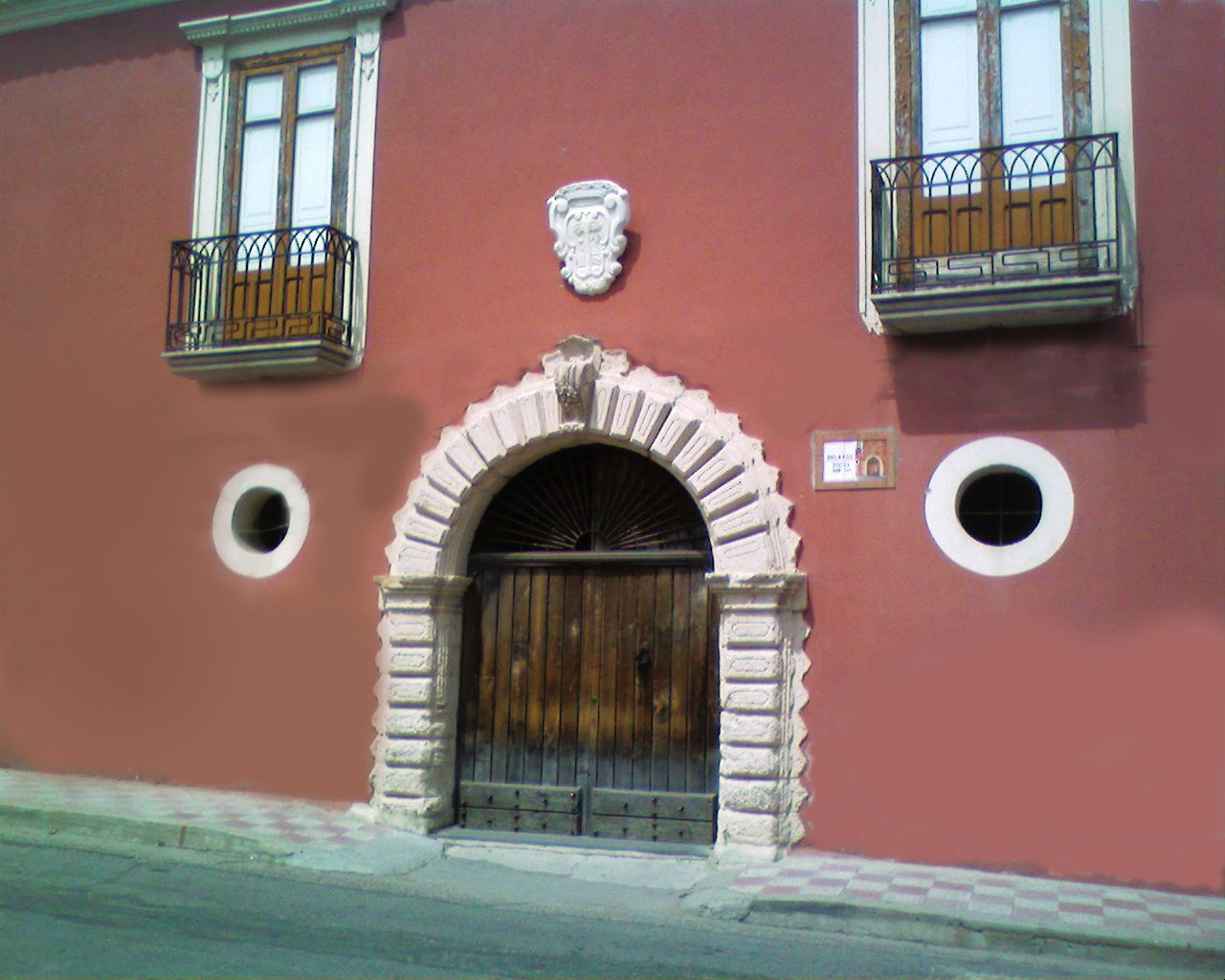
Entrada principal do Palazzo Pucci.

O Palazzo Pucci é um palácio italiano construido em Amendolara, Província de Cosenza, no início do século XVIII pela família Pucci. 

## História
A família Pucci, originária da Toscânia, transferiu-se, num primeiro tempo, para Nápoles e, posteriormente, para a Calábria, primeiro para Oriolo Calabro e depois para Amendolara. 
Em 1797 tornaram-se barões feudatários do “Stato della terra di Trebisacce”, após o consentimento real na aquisição do feudo ao Príncipe Teodoro Correr di Venezia, filho de Giacomo Correr e de Marianna Petagna, baronesa e princesa de Trebisacce.

## Descrição
Construído em 1736, o edifício na época encontrava-se "fuori casale", ou seja, fora dos muros de cintura da povoação, que se desenvolvia desde o castelo até atingir a Igreja de Santa Margarida. A edificação do palácio prolongou-se por muito tempo, com trabalhadores escolhidos mandados vir de Nápoles e doutras províncias da Campânia. Os mestres transferiram-se com as suas famílias e algumas, segundo a tradição, permaneceram em Amendolara.
O palácio, na sua estrutura original, desenvolvia-se ao comprimento em dois pisos; no piso térreo encontravam-se os armazéns, que inicialmente apresentavam aberturas somente no interior do edifício. Só posteriormente foram realizadas os portões abertos para a estrada tal como aparecem actualmente. Os armazéns eram utilizados para guardar as mercadorias em trânsito na direcção de Nápoles. Amendolara era, então, uma importante estação de troca para os cavalos que provinham do sul da Itália.
O primeiro andar apresenta uma arquitectura airosa e linear, inspirada nas linhas simples típicas da arquitectura do século XVIII. Os tectos de algumas salas eram afrescados, mas infelizmente já não existem vestígios dos afrescos porque um incêndio, ocorrido no século XIX, destruiu muitos deles, tanto que ainda hoje, entrando pelo portão de entrada principal, se podem notar traves ainda enegrecidas. Por volta da década de 1960 ainda era possível notar vestígios de afrescos no tecto da sala chamada de "capela" mas, por incíria e por trabalhos de consolidação das traves e tectos, executados velozmente e sem particular atenção, não chegaram até aos nossos dias. As salas deste piso também se alinham no interior dum pequeno pátio rectangulare. Onde, em tempos, se abriam os armazéns, agora só um deles tem porta para o pátio. 
Ao primeiro andar acede-se através de dois lanços de escadas cómodas e baixas. Podem ver-se na base da abóbada do primeiro patamar, lírios bourbónicos, também repetidos nos frisos dos balcões exteriores existentes na fachada voltada para a estrada. A entrada na zona de habitação era feita, na época, através duma grande sala, no lado esquerdo da qual, acedendo pela porta de entrada, se encontravam a seguir: uma grande entrada de serviço, ainda existente, utilizada pelos mercadores e pelo pessoal das cozinhas; uma grande lareira, com altura de um homem, em cujos lados estavam os bancos onde as criadas e o pessoal em geral esperavam as ordens para o dia; em frente ficava a porta das cozinhas e, por fim, centrada à direita, a porta do piano, que se abria para uma grande entrada com lareira, e uma janela que dá para o pátio. Nesta sala e na seguinte as portas à esquerda davam acesso àquela que, na época, devia ser a zona de quartos, à qual se segue a próxima grande sala, que através dum balcão central recebe luz da rua. Para a direita encontra-se uma sucessão de grandes salas, uma a seguir à outra, como era desejo da arquitetura da época, de frente para a estrada e para o mar mediante balcões e com grandes janelas que no interior davam para o pátio, providenciando assim luz plena às salas, as quais eram na época, como de resto na actualidade, as salas de representação. Estas divisões permaneceram quase inalteradas, embora em parte encolhidas pela necessidade de novos quartos.
De facto, o palácio já no final do século XIX estava dividido para poder hospedar duas ou mais famílias. Deste modo, mesmo a grande sala sofreu modificações e, de resto, foram abertas outras entradas no plano. Por exemplo, foram obtidos uma cozinha e a "sala do forno", a partir daquela que na época era uma grande cisterna para a água pluvial, e foi virada em 180° para esta cozinha uma outra grande lareira.
A excentricidade da entrada principal sugere que o palácio permaneceu incompleto no lado norte, faltando dois balcões colocados no local onde se abre um jardim. Frente ao palácio, numa outra construção baixa, estavam situadas os estábulos que, na parte superior, hospedavam a criadagem. So posteriormente os estaleiros foram transformados em lagar e armazém para o azeite. A partir de meados do século XIX, mais de cem anos após o início da sua construção, foi acrescentado ao palácio um piso superior, localizado na parte posterior, onde ficavam alojados os hóspedes. Em particular, ficou ali hospedado o engenheiro da empresa francesa encarregada da construção da ferrovia jónica (ligação de Taranto a Rossano) e a sua esposa, ambos franceses. A sua presença fez com que o apartamento ficasse mais conhecido como "a casa da francese ("a casa dos franceses"). Na verdade, sucederam-se empresas diferentes na construção: aquela que tinha começado a ligação Taranto-Rossano era a sociedade "De Rosa-Falcon", depois substituida pela "Società Ferroviaria Vitale-Picard-Charls&C", constituida em Paris no ano de 1867 e que, como contratado, levou a termo o trabalho em 1869. Portanto, é possivel que o piso superior do palácio tenha sido realizado naqueles anos. A confirmar esta tese está a presença de pequenas traves de madeira, travessas ferroviárias da época, que foram descobertas durante os recentes trabalhos de reestruturação. 
Com o passar do tempo, a estrutura superior sofreu vários acrescentos e modificações. Na década de 1960, por exemplo, foi abatida uma enorme cobertura em forma de cúpula que dominava as velhas cozinhas circulares do palácio. No seu lugar foi construída uma sala com terraço anexo. Mais feliz, certamente, foi a escolha da abertura, em telhados, de dois outros terraços conhecidos como logge, que oferecem um panorama sugesivo que se estende desde os montes (no sopé do Pollino) até ao mar (com a visão dum trecho de costa, quase até Cariati).
No palácio encontra-se uma capela consagrada a São Francisco Xavier, onde todos os anos é celebrada missa no dia 3 de Dezembro, data da morte do santo. O palácio ainda hoje está na posse da família Pucci.

## Estrutura
Os materiais usados para a construção do palácio são, principalmente, constituidos por matérias locais, em particular nas paredes principais, onde estão presentes pedras do rio, tufo, argamassa e canas. Os acabamentos caracterizam a arquitectura linear do século XVIII.